# 空中戦闘機動
空中戦闘機動（Air Combat Manoeuvring、ACM、くうちゅうせんとうきどう）とは、戦闘機が空中戦の際に使用するマニューバ（空中動作、航空機動作）である。単機または複数機によるマニューバがある。航空戦術に含まれる。

## 歴史
初めて航空機が戦争の道具として実戦に用いられた第一次世界大戦の複葉機の時代から、敵対する敵機に対抗する戦術として発展した。第一次世界大戦当時のドイツの撃墜王マックス・インメルマンによるインメルマンターンなど現代戦でも通用するものから、現代的なジェット戦闘機の中でも特殊な機体にしか運用出来ないクルビットなど多岐に及ぶ。
この種の空中戦闘機動は第一次世界大戦中に端を発し、史上最大の大規模空中戦が行われた第二次世界大戦中に最も発展した。しかし航空機技術が進歩しジェット機が開発され高速化が進み、レーダーやミサイルが発達した現代においては既に時代遅れで使えなくなった機動もあり、またフライ・バイ・ワイヤによる運動能力向上機の登場により、かつて予想もし得なかった新しい機動が見出されるなど、未だに日進月歩の途中にある。

## 機動の種類
空中戦闘機動には敵戦闘機（以下敵機）と対峙した場合の攻撃法と爆撃機に対峙した際の攻撃法が含まれる。また、敵機に襲撃された際の回避法、動き方の概念も含まれる。このため機動と戦術は密接に関係している。
機動戦術は大まかに
- 単機で行う旋回率や操縦技術の差を利用した機動。
巴戦など。
- 自己の安全性を高く取った上で敵機への攻撃・離脱を前提とした機動・戦術。
一撃離脱戦法など。
- 複数機で少数機または単機に対し行う優位性を常に確保した連携戦術。
ロッテ戦術、サッチ・ウィーブ、フィンガー・フォー、シュヴァルム、ワゴン・ホイールなど。
- 爆撃機などが防御火力密集や爆撃火力集中のために行う密集編隊。
コンバット・ボックスなど。

### 基本

エルロンロール
宙返り
シャンデル
インメルマンターン
ハイ・ヨー・ヨー

ループ (Loop)
宙返り。一般に上向きのものを指す。下向きのものは逆宙返り。上方、下方と名前の前に付けて方向を区別することもある。
エルロン・ロール (Aileron Roll)
水平飛行中にエルロンのみを使用して直進しながら左または右方向に360度ロールすることで、曲技飛行にも使われる初歩的な航空機の操作技法のひとつ。航空機には揚力があるため、機体の姿勢が変わると揚力の強さ・向き・誘導抵抗なども変わるので正確に高度・速度を維持する必要性が高い曲技飛行中にはパイロットは姿勢を微調整することが必要である。
また、エルロンロールから派生する曲技飛行の技として「(n)ポイントロール」と呼ばれる、ロール中に(n)回静止させつつ水平飛行に戻るものがある。
シャンデル (Chandelle)
水平飛行中から45度バンクし、そのまま斜めに上方宙返りし速度を高度に変える。開始時と終了時で方位が180度変わり、速度が減少する代わりに高度が上がる。
スライスバック (Slice back / Slice turn)
シャンデルの逆で、水平飛行からマイナス45度（135度）バンクし、そのまま斜めに下方宙返りし高度を速度に変える。開始時と終了時で方位が180度変わり、高度が下がる代わりに速度が増大する。
インメルマンターン (Immelman turn)
ループの頂点で背面姿勢からロールし水平飛行に移行する。斜めや垂直に上昇するより時間・エネルギー効率が良く、F-15のストリーク・イーグル計画（最速上昇記録挑戦）の際に連続で行われたことがある。
スプリットS (Sprit S)
インメルマンターンの逆向きで、水平飛行中から180度ロールし背面になり、そのまま下方向への逆宙返りで水平に戻る。ある程度の高度を保った状態から行わないと、地上に激突する危険がある。
ハイ・ヨー・ヨー (High yo-yo)
ヨー・ヨーのひとつで、目標機を追う際に自機の速度が優速である場合に余った速度を上昇することで高度に変換し一旦速度を落とし、そこから降下することで再び速度を得ながら追随する。
ロー・ヨー・ヨー (Low yo-yo)
ハイ・ヨー・ヨーの逆で、目標機を追う際に自機の速度が劣速である場合に足りない速度を降下することで補い、そこから上昇することで再び高度を得ながら追随する。
ダイブアンドズーム(Dive and Zoom)
敵機に背後を取られた際に降下(ダイブ)し、ロールなどで回避機動を行いながら相手が再上昇したところを見計らってこちらも上昇(ズーム)し、背後から落とす方法。相手よりも自機の高度が低く、なおかつ降下出来るほどの高度の余裕がなければ実行できないうえに、P-47やFw190等の急降下制限速度が高く高速域の高G機動に耐える機体でしか実行出来ず、出来る機体は限られる。
- エルロンロール
- 宙返り
- シャンデル
- インメルマンターン
- ハイ・ヨー・ヨー

### 実戦
ブレイク
敵機を振り切るための急旋回。
シザーズ
左右に不規則に繰り返すブレイク。
ヴァーティカルローリングシザース
垂直の降下または上昇中のバレルロールとシザースを組み合わせたブレイク。
捻り込み
旋回戦中のショートカット機動で、ループの頂点直前で失速横滑りして斜め旋回に移行し旋回半径を大幅に縮める。坂井三郎の左捻り込みなど。ただし旋回半径の短縮についてはプロペラの寄与も大きいので（そのため機体によって右旋回ないし左旋回に限られる）、ジェット機では不可能である。
ベクタード・スラスト（推力偏向）
推力偏向が可能な機体（垂直離着陸機、第4世代ジェット戦闘機など）において、空中機動時にノズルの向きを変更し、急激な減速や方向転換を行う。
その他
一撃離脱戦法、マニューバ・キル